# Erlands Point

Erlands Point es un lugar designado por el censo ubicado en el condado de Kitsap en el estado estadounidense de Washington. En el Censo de 2020 tenía una población de 916 habitantes y una densidad poblacional de 336,76 habitantes por km². Hasta el año 2020, formaba parte del CDP de Erlands Point-Kitsap Lake.

## Geografía
Erlands Point se encuentra ubicado en las coordenadas 47°35′59″N 122°41′36″O / 47.59972, -122.69333. Según la Oficina del Censo de los Estados Unidos,  tiene una superficie total de 2,72 km², de la cual 1,22 km² corresponden a tierra firme y 1,50 km² a agua.